# Silvia Marciandi
Silvia Marciandi (* 13. Mai 1963 in Aosta, Aostatal) ist eine ehemalige italienische Freestyle-Skierin. Sie startete anfangs in allen Disziplinen, spezialisierte sich aber im Laufe ihrer Karriere auf die Buckelpiste. Marciandi gewann zwei Bronzemedaillen bei den Weltmeisterschaften 1986 und sechs Einzelrennen im Weltcup.

## Biografie
Die für den SC Courmayeur aktive Silvia Marciandi gewann 1981 in Saas-Fee die Moguls-Goldmedaille im Rahmen der Internationalen Jugendmeisterschaften, indem sie sich gegen die spätere Weltcup-Konkurrentin Christine Rossi durchsetzte.
Am 13. März 1982 gab sie in Livigno im Ballett ihr Debüt im Freestyle-Skiing-Weltcup. Nach Top-10-Ergebnissen in den Disziplinen Moguls und Aerials (Springen) erreichte sie im März 1984 als Dritte der Kombination von Campitello Matese ihren ersten Podestplatz. In der Saison 1984/85 konnte Marciandi in Pila auf den Moguls sowie in La Clusaz in der Kombination ihre ersten beiden Weltcupsiege feiern und in den Disziplinen Aerials und Ballett ihre besten Karriereleistungen erzielen. Im Gesamtweltcup belegte sie wie auch im Jahr danach Rang vier. Bei den ersten Weltmeisterschaften in Tignes gewann sie sowohl auf der Buckelpiste als auch in der Kombination die Bronzemedaille.
Ab dem Winter 1986/87 bestritt Marciandi ausschließlich Wettkämpfe auf der Buckelpiste. Im Dezember 1986 gewann sie in Tignes zum dritten Mal einen Weltcup. Nachdem sie 1988 nicht am olympischen Demonstrationswettbewerb in Calgary teilgenommen hatte, wurde sie bei den Weltmeisterschaften am Oberjoch Fünfte. Nach eineinhalbjähriger Wettkampfpause kehrte sie im Dezember 1990 in den Weltcup zurück. Bei den Weltmeisterschaften in Lake Placid belegte sie Rang zehn, bei den Olympischen Spielen von Albertville wurde sie Siebente. Nachdem sie bei den Weltmeisterschaften in Altenmarkt-Zauchensee nicht über Platz elf hinaus gekommen war, feierte sie im März 1993 ihren ersten Weltcupsieg seit vier Jahren und wurde in der Disziplinenwertung nur von Stine Lise Hattestad geschlagen.
In der folgenden Saison verschlechterten sich ihre Ergebnisse nach zwei Podestplätzen zu Beginn. Bei den Olympischen Spielen 1994 in Lillehammer wurde sie Zehnte. 1995 bestritt Marciandi lediglich die Weltmeisterschaften in La Clusaz und beendete danach ihre Laufbahn.

## Erfolge

### Olympische Spiele
- Albertville 1992: 7. Moguls
- Lillehammer 1994: 10. Moguls

### Weltmeisterschaften
- Tignes 1986: 3. Moguls, 3. Kombination, 16. Ballett, 19. Aerials
- Oberjoch 1989: 5. Moguls
- Lake Placid 1991: 10. Moguls
- Altenmarkt-Zauchensee 1993: 11. Moguls
- La Clusaz 1995: 14. Moguls

### Weltcupwertungen
| Saison  | Gesamt | Gesamt | Aerials | Aerials | Moguls | Moguls | Ballett | Ballett | Kombination | Kombination |
| Saison  | Platz  | Punkte | Platz   | Punkte  | Platz  | Punkte | Platz   | Punkte  | Platz       | Punkte      |
| ------- | ------ | ------ | ------- | ------- | ------ | ------ | ------- | ------- | ----------- | ----------- |
| 1983    | 33.    | 1      | –       | –       | 20.    | 3      | –       | –       | –           | –           |
| 1984    | 23.    | 6      | 16.     | 7       | 11.    | 19     | 19.     | 2       | 10.         | 6           |
| 1984/85 | 4.     | 18     | 11.     | 21      | 6.     | 55     | 13.     | 14      | 4.          | 32          |
| 1985/86 | 4.     | 17     | 22.     | 3       | 5.     | 37     | 13.     | 7       | 4.          | 24          |
| 1986/87 | 31.    | 3      | –       | –       | 11.    | 23     | –       | –       | –           | –           |
| 1987/88 | 15.    | 9      | –       | –       | 5.     | 60     | –       | –       | –           | –           |
| 1988/89 | 11.    | 10     | –       | –       | 4.     | 67     | –       | –       | –           | –           |
| 1990/91 | 22.    | 7      | –       | –       | 8.     | 57     | –       | –       | –           | –           |
| 1991/92 | 31.    | 4      | –       | –       | 9.     | 30     | –       | –       | –           | –           |
| 1992/93 | 12.    | 92     | –       | –       | 2.     | 824    | –       | –       | –           | –           |
| 1993/94 | 40.    | 5      | –       | –       | 13.    | 400    | –       | –       | –           | –           |

### Weltcupsiege
Marciandi errang im Weltcup 29 Podestplätze, davon 6 Siege:
| Datum            | Ort         | Land        | Disziplin   |
| ---------------- | ----------- | ----------- | ----------- |
| 12. März 1985    | Pila        | Italien     | Moguls      |
| 18. März 1985    | La Clusaz   | Frankreich  | Kombination |
| 9. Dezember 1986 | Tignes      | Frankreich  | Moguls      |
| 16. Januar 1988  | Lake Placid | USA         | Moguls      |
| 17. März 1989    | Åre         | Schweden    | Moguls      |
| 20. März 1993    | Oberjoch    | Deutschland | Moguls      |

### Weitere Erfolge
- Gold bei den Europameisterschaften 1985 in der Kombination
- Gold auf den Moguls bei den Internationalen Jugendmeisterschaften 1981